# Повіт (КНР)

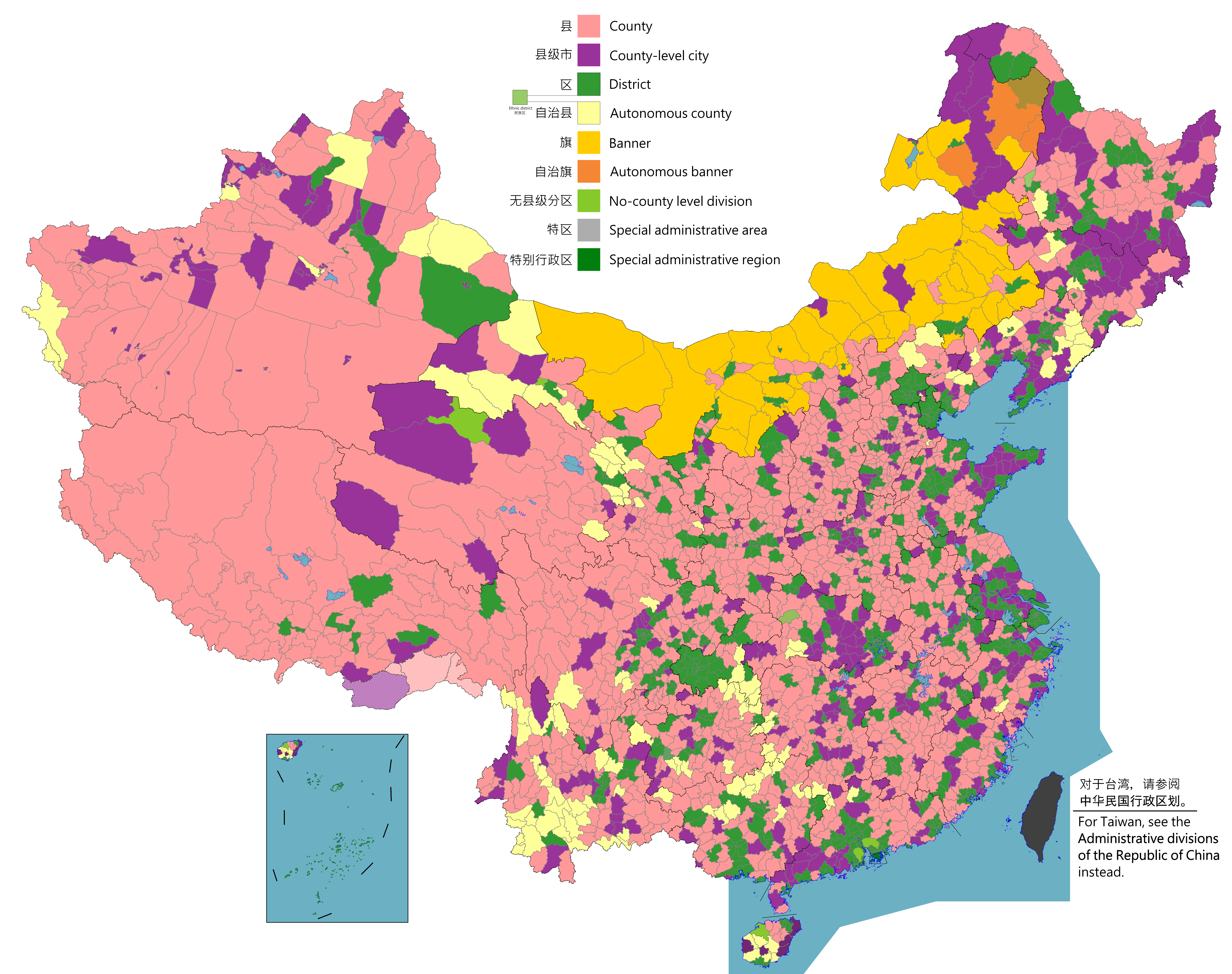
Повіти (рожеві).

Пові́т (спрощ.: 县; піньїнь: xiàn, сянь) — адміністративна одиниця третього повітового рівня в Китайській Народній Республіці. Найвища адміністративна одиниця цього рівня, менша за округ, але більша, ніж містечко чи волость.